# Dan Higgins
Daniel «Dan» Higgins (nacido el 28 de enero de 1955, Boston, Massachusetts) es un saxofonista estadounidense. Es miembro de Jerry Hey Horn Section y ha trabajado junto a Queen Latifah, Stevie Wonder y Quincy Jones, entre otros.
Además de grabaciones, Higgins participó en películas y series de televisión. También es conocido por hacer la música del saxofonista Bleeding Gums Murphy de Los Simpson.